# Hannah Teter

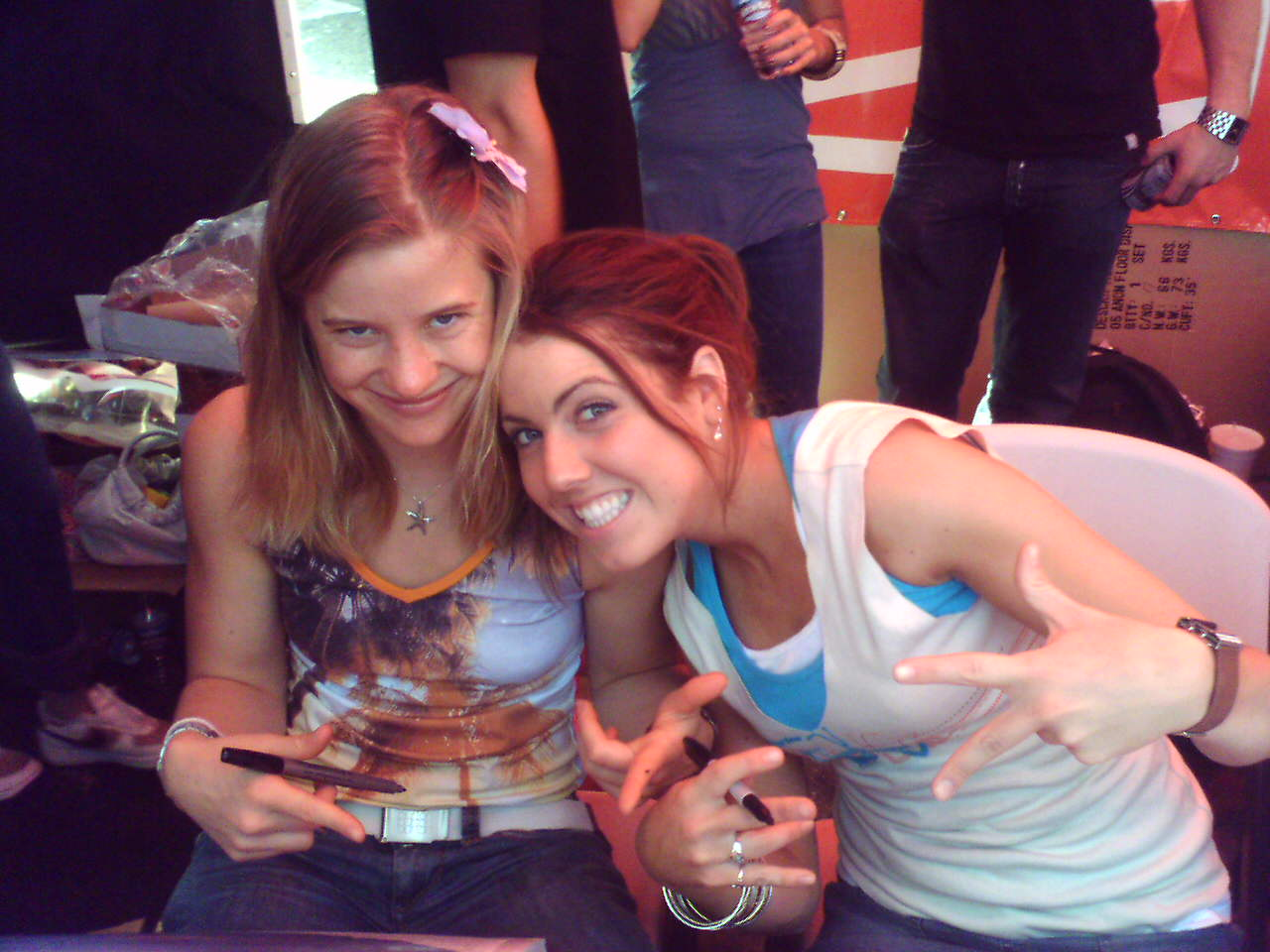
Hanna Teter t.v.

Hannah Teter, född i Belmont, Vermont i USA den 27 januari 1987, är en amerikansk snowboardåkare. 
Teter kommer från en känd skid-/snowboard-familj och har två äldre bröder som liksom hon är välkända snowboardåkare. Hon började sin bana i det bergiga Vermont och blev 2003 den yngsta medlemmen i US Snowboard Team. Hon har hittills tävlat i över tio VM och vunnit ett stort antal kända tävlingar. Hon vann OS-guld 2006 i halfpipe och OS-silver 2010. Hon är mycket humanitärt engagerad med två egna välgörenhetsorganisationer och är vegetarian.

## Filmografi
- First Descent

## Särskilda framgångar
- 2009: Vinnare, Burton Australian Open
- 2009: Vinnare, U.S. Snowboarding Grand Prix in Boreal
- 2005: 3:a i World Championships
- 2004: U.S. Snowboard Grand Prix vinnare
- 2004: X Games vinnare
- 10 världscuper och sex vinster
- 2002: Junior World Champion